# Perilestes solutus
Perilestes solutus – gatunek ważki z rodziny Perilestidae. Występuje na terenie Ameryki Południowej.